# 細川元勝
細川元勝（1561年－1628年）是日本戰國時代至江戶時代初期的武將。細川氏嫡流京兆家的當主。幼名六郎。別名賴範。官位是讚岐守、侍從、從四位下。父親是細川昭元，母親是織田信長的妹妹犬。

## 生平
在永祿4年（1561年）出生。父親昭元是管領家兼丹波守護。被父親下賜細川京兆家的通字「元」字而改名為元勝。
在大坂成為豐臣秀賴的近侍，拜領小姓頭5千石（別名賴範中的「賴」字是秀賴的偏諱）。與但馬守護山名堯熙的嫡男山名堯政有親交。在大坂之陣中以豐臣氏親軍的身份戰鬥，戰後受織田家等親族向德川家進言而保全性命，在與細川家有很深關係的京都龍安寺中蟄居。之後因為姊妹圓光院嫁給秋田實季的緣故而成為常陸宍戶藩秋田氏的客將。
在寬永5年（1628年）死去。而長男義元仕於秋田氏移封後的陸奧三春藩，成為家老和年寄眾的上席，代代擔任大老和城代。次男元明系子孫亦在藩中擔任重職（櫻谷秋田氏）。